# Нідерланди на зимових Паралімпійських іграх 2018
Нідерланди на зимових Паралімпійських іграх 2018 року були представлені дев'ятьма спортсменами у двох видах спорту. З результатом в сім медалей виступ паралімпійської команди Нідерландів став найуспішнішим з моменту першої участі у 1984 році. Паралімпійський комітет Нідерландів відзначив той факт, що попри відсутність в країні природних гір — спортсмени змогли нав'язати боротьбу суперникам та завоювати медалі. Надалі комітет вбачає доцільним залучити більше інвестицій та спонсорів для команди, щоб спортсмени мали змогу підготуватися як найкраще до наступних ігор. В загальнокомандному заліку Нідерланди зайняли десяте місце.

## Склад делегації
Разом з командою Паралімпійські ігри відвідала — Маргарита Франциска, принцеса Нідерландів. Вона є почесним членом Ради Міжнародного Паралімпійського комітету. Маргарита Франциска була присутня на церемонії відкриття ігор, відвідувала виступи спортсменів у гірськолижному спорті й сноуборді, а також інших видах спорту, брала участь у нагородженні переможців і святкуваннях з цього приводу в Олімпійському селищі, проводила зустрічі зі спортсменами та тренерами. Офіційно її візит тривав в період з 9 по 13 березня.
Керівником спортивної делегації Нідерландів була призначена — Естер Вергер. Ця голландська тенісистка на візку відома своїми багаторазовими перемогами на різного роду змаганнях, де серед іншого вона: семиразова чемпіонка Паралімпійських ігор; сорокадворазова переможниця турнірів Великого шолому в жіночому одиночному та парному розряді на інвалідних візках; двадцятидворазова переможниця Загального турніру з тенісу на інвалідних візках та ін. З моменту закінчення кар'єри у 2013 році Вергер уперше відвідала Паралімпійські ігри не як учасниця.
Спочатку десятим спортсменом у складі збірної була викликана — Енйа ван Егмонд. Двадцятидворічна пара-сноубордистка пройшла кваліфікаційний відбір, але в останній момент Паралімпійський комітет Нідерландів не отримав додаткову квоту. Але її взяли з собою як спостерігача.

### Спортсмени
Національний паралімпійський комітет Нідерландів 6 лютого 2018 року офіційно оголосив імена дев'яти спортсменів, котрі будуть представляти країну на Зимових паралімпійських іграх 2018 року. Ними стали:
Єрун Кампсхрер — лижник-інвалід зі вродженою відсутністю великогомілкової кістки, що призвело до ампутації обидвох ніг вище коліна у віці одного року. На момент участі у Зимових Паралімпійських іграх 2018 року Камсхрер був першим спортсменом з інвалідністю з Нідерландів, який став чемпіоном світу з гірськолижного спорту на змаганнях серед інвалідів у Тревізо у 2017 році. Окрім цієї нагороди в активі Єруна вісім медалей різного ґатунку, які були завойовані на Кубку світу з гірськолижного спорту серед інвалідів.
Анна Йохемсен — лижниця-інвалід з вродженою відсутністю правої ноги, що стало наслідком автомобільної аварії, в яку потрапила її матір, будучи вагітною. Багаторазова призерка Кубка світу та Європи з гірськолижного спорту серед інвалідів.
Джефрі Стют — лижник-інвалід, який з народження пережив геморагічний інсульт, що спричинило церебральний параліч. Ці наслідки позначилися на працездатності лівої сторони організму. Дворазова призерка чемпіонату світу з гірськолижного спорту серед інвалідів. Дебютувала на Зимових Паралімпійських іграх 2018 року.
Лінда ван Імпелен — лижниця-інвалід, котра в 2009 році після автомобільної аварії отримала параплегію — параліч обох нижніх кінцівок. Будучи введеною до складу паралімпійської збірної Нідерландів, ван Імпелен не мала в своєму активі будь-яких медалей на чемпіонатах чи Кубках світу з гірськолижного спорту серед інвалідів.
Нільс де Ланген — лижник-інвалід, який втратив обидві ноги внаслідок захворювання. В одинадцятирічному віці він переніс менінгококову інфекцію, що призвело до ускладнень з подальшою ампутацією правої ноги вище коліна. В 2013 році він сильно пошкодив ліву ногу, що також закінчилося її ампутацією вище коліна в 2015 році. Перед відбором до складу паралімпійської збірної Нідерландів в активі де Лангена була лише одна бронзова медаль, яку він здобув на чемпіонаті світу з гірськолижного спорту серед інвалідів 2017 року в Тревізо (слалом-сидячі).
Ліза Бюнсхотен — сноубордист-інвалід з вродженим синдромом «Fibular hemimelia». Через це захворювання її ліва нога була значно коротшою ніж права, а також відставала у рості. У шістнадцятирічному віці ухвалила рішення про ампутацію лівої ноги, яка була замінена протезом. Попри це Бюнсхотен тричі займала призові місця на чемпіонаті світу та Кубку світу зі сноуборду серед інвалідів.
Бібіан Ментель — сноубордистка-інвалід, яка в результаті виявлення ракової пухлини перенесла ампутацію правої ноги вище коліна в 2002 році. Дебютувала на Зимових Паралімпійських іграх 2014 року, де виборола золоту нагороду зі сноуборд-кроссу в категорії «стоячі». Таким чином вона стала не тільки першим паралімпійським спортсменом із Нідерландів, що здобув золоту нагороду в цьому виді спорту, але і першим призером в цій категорії в історії Паралімпійських ігор взагалі. До цього сноубордінг в програму змагань не входив. Ментель багаторазова переможниця чемпіонату та Кубка світу зі сноуборду серед інвалідів. До останнього часу не було впевненості, що Бібіан зможе взяти участь у Зимових Паралімпійських іграх 2018 року. Причиною цього стало виявлення лікарями карциноми в шиї, стравоході та ребрах, в результаті чого вона провела практично весь 2017 рік на радіоактивному опроміненні й операціях, остання з яких була проведена в січні 2018 року.
Ренске ван Бек — сноубордистка-інвалід, яка у віці десяти років перенесла ішемічний інсульт, що призвів до паралічу лівої сторони тіла. У п'ятнадцятирічному віці її збила вантажівка, коли вона їхала на велосипеді до школи. В результаті цієї аварії зв'язки на лівій нозі були повністю пошкоджені й реабілітаційний період зайняв роки. Ішемічний інсульт разом із травмою викликали у ван Бек розлад координації, розсіяність уваги та проблеми з лівою рукою і ногою. Попри це на це вона успішно виступає на різного роду змаганнях і перед поїздкою на Зимові Паралімпійські ігри 2018 року в її активі було три медалі Кубка світу зі сноуборду серед інвалідів.
Кріс Вос — сноубордист-інвалід, який у 2003 році отримав травму правої ноги й стегна, що призвело до паралічу м'язових зв'язок. Зараз, щоб не пересуватися на інвалідному візку, Вос використовує біопротез. Багаторазовий призер чемпіонату і Кубку світу зі сноуборду серед інвалідів.

## Результати

### Гірськолижна комбінація

#### Чоловіки
| Змагання                | Клас   | Спортсмени      | Швидкісний спуск/ 1 спуск | Швидкісний спуск/ 1 спуск | Слалом/ 2 спуск | Слалом/ 2 спуск | Загалом | Місце |
| Змагання                | Клас   | Спортсмени      | Час                       | Місце                     | Час             | Місце           | Загалом | Місце |
| ----------------------- | ------ | --------------- | ------------------------- | ------------------------- | --------------- | --------------- | ------- | ----- |
| Гірськолижна комбінація | Сидячі | Єрун Капмсхрер  | 1:25.55                   | 3                         | 46.04           | 1               | 2:11.59 | 1     |
| Гірськолижна комбінація | Сидячі | Нільс де Ланген | 1:29.47                   | 11                        | 48.87           | 4               | 2:18.34 | 8     |
| Гірськолижна комбінація | Стоячі | Джефрі Стют     | 1:30.06                   | 12                        | DNF             | DNF             | —       | —     |

#### Жінки
| Змагання                | Клас   | Спортсмени        | Швидкісний спуск/ 1 спуск | Швидкісний спуск/ 1 спуск | Слалом/ 2 спуск | Слалом/ 2 спуск | Загалом | Місце |
| Змагання                | Клас   | Спортсмени        | Час                       | Місце                     | Час             | Місце           | Загалом | Місце |
| ----------------------- | ------ | ----------------- | ------------------------- | ------------------------- | --------------- | --------------- | ------- | ----- |
| Гірськолижна комбінація | Сидячі | Лінда ван Імпелен | 1:39.08                   | 7                         | DSQ             | DSQ             | —       | —     |
| Гірськолижна комбінація | Стоячі | Анна Йохемсен     | 1:37.47                   | 5                         | DNF             | DNF             | —       | —     |

### Швидкісний спуск

#### Чоловіки
| Змагання         | Клас   | Спортсмени      | 1 спуск | 2 спуск | 3 спуск | Загалом | Відставання | Очки   | Місце |
| Змагання         | Клас   | Спортсмени      | Час     | Час     | Час     | Загалом | Відставання | Очки   | Місце |
| ---------------- | ------ | --------------- | ------- | ------- | ------- | ------- | ----------- | ------ | ----- |
| Швидкісний спукс | Сидячі | Єрун Капмсхрер  | DNF     | DNF     | DNF     | —       | —           | —      | —     |
| Швидкісний спукс | Сидячі | Нільс де Ланген | 16.11   | 41.00   | 54.46   | 1:31.40 | +7.29       | 115.27 | 14    |
| Швидкісний спукс | Стоячі | Джефрі Стют     | 16.28   | 42.27   | 56.04   | 1:33.14 | +7.69       | 119.69 | 19    |

#### Жінки
| Змагання         | Клас   | Спортсмени    | 1 спуск | 2 спуск | 3 спуск | Загалом | Відставання | Очки | Місце |
| Змагання         | Клас   | Спортсмени    | Час     | Час     | Час     | Загалом | Відставання | Очки | Місце |
| ---------------- | ------ | ------------- | ------- | ------- | ------- | ------- | ----------- | ---- | ----- |
| Швидкісний спуск | Стоячі | Анна Йохемсен | DNF     | DNF     | DNF     | —       | —           | —    | —     |

### Супергігант

#### Чоловіки
| Змагання    | Клас   | Спортсмени      | 1 спуск | 1 спуск | 2 спуск | 2 спуск | 3 спуск | 3 спуск | Загалом | Відставання | Місце |
| Змагання    | Клас   | Спортсмени      | Час     | Місце   | Час     | Місце   | Час     | Місце   | Загалом | Відставання | Місце |
| ----------- | ------ | --------------- | ------- | ------- | ------- | ------- | ------- | ------- | ------- | ----------- | ----- |
| Супергігант | Сидячі | Єрун Капмсхрер  | 5.44    | 13      | 32.11   | 3       | 49.02   | 6       | 1:27.63 | +1.80       | 7     |
| Супергігант | Сидячі | Нільс де Ланген | 5.47    | 15      | 32.96   | 14      | 49.92   | 15      | 1:29.85 | +4.02       | 14    |
| Супергігант | Стоячі | Джефрі Стют     | 5.50    | 10      | 33.66   | 12      | 50.41   | 14      | 1:31.08 | +6.25       | 16    |

#### Жінки
| Змагання    | Клас   | Спортсмени        | 1 спуск | 1 спуск | 2 спуск | 2 спуск | 3 спуск | 3 спуск | Загалом | Відставання | Місце |
| Змагання    | Клас   | Спортсмени        | Час     | Місце   | Час     | Місце   | Час     | Місце   | Загалом | Відставання | Місце |
| ----------- | ------ | ----------------- | ------- | ------- | ------- | ------- | ------- | ------- | ------- | ----------- | ----- |
| Супергігант | Сидячі | Лінда ван Імпелен | 5.59    | 4       | 38.32   | 7       | 55.94   | 7       | 1:42.83 | +8.07       | 7     |
| Супергігант | Стоячі | Анна Йохемсен     | 5.71    | 2       | 36.61   | 7       | 55.64   | 7       | 1:39.90 | +7.07       | 6     |

### Гігантський слалом

#### Чоловіки
| Змагання           | Клас   | Спортсмени      | 1 спуск | 1 спуск | 2 спуск | 2 спуск | Загалом | Відставання | Місце |
| Змагання           | Клас   | Спортсмени      | Час     | Місце   | Час     | Місце   | Загалом | Відставання | Місце |
| ------------------ | ------ | --------------- | ------- | ------- | ------- | ------- | ------- | ----------- | ----- |
| Гігантський слалом | Стоячі | Джефрі Стют     | 1:29.47 | 14      | 1:56.92 | 14      | 2:21.17 | +8.70       | 12    |
| Гігантський слалом | Сидячі | Нільс де Ланген | DNF     | DNF     | DNF     | DNF     | DNF     | DNF         | 73    |

#### Жінки
| Змагання           | Клас   | Спортсмени        | 1 спуск | 1 спуск | 2 спуск | 2 спуск | Загалом | Відставання | Місце |
| Змагання           | Клас   | Спортсмени        | Час     | Місце   | Час     | Місце   | Загалом | Відставання | Місце |
| ------------------ | ------ | ----------------- | ------- | ------- | ------- | ------- | ------- | ----------- | ----- |
| Гигантський слалом | Сидячі | Лінда ван Імпелен | 1:34.44 | 2       | 2:03.09 | 2       | 2:29.24 | +2.71       | 2     |

### Слалом

#### Чоловіки
| Змагання | Клас   | Спортсмени     | 1 спуск | 1 спуск | 2 спуск | 2 спуск | Загалом | Відставання | Місце |
| Змагання | Клас   | Спортсмени     | Час     | Місце   | Час     | Місце   | Загалом | Відставання | Місце |
| -------- | ------ | -------------- | ------- | ------- | ------- | ------- | ------- | ----------- | ----- |
| Слалом   | Стоячі | Джефрі Стют    |         |         |         |         | DNF     | DNF         | DNF   |
| Слалом   | Сидячі | Єрун Капмсхрер | 48.40   |         | DNF     |         | DNF     | DNF         | DNF   |

#### Жінки
| Змагання | Клас   | Спортсмени        | 1 спуск | 1 спуск | 2 спуск | 2 спуск | Загалом | Відставання | Місце |
| Змагання | Клас   | Спортсмени        | Час     | Місце   | Час     | Місце   | Загалом | Відставання | Місце |
| -------- | ------ | ----------------- | ------- | ------- | ------- | ------- | ------- | ----------- | ----- |
| Слалом   | Сидячі | Лінда ван Імпелен | 1:26.12 |         | 1:49.81 |         | 2:07.04 |             | DSQ   |
| Слалом   | Стоячі | Анна Йохемсен     | 1:24.19 | 7       | 1:46.34 | 7       | 2:03.84 | +8.38       | 7     |

### Слалом

#### Чоловіки
| Змагання | Клас   | Спортсмени | 1 спуск | 1 спуск | 2 спуск | 2 спуск | 3 спуск | 3 спуск | Відставання | Очки   | Місце |
| Змагання | Клас   | Спортсмени | Час     | Місце   | Час     | Місце   | Час     | Місце   | Відставання | Очки   | Місце |
| -------- | ------ | ---------- | ------- | ------- | ------- | ------- | ------- | ------- | ----------- | ------ | ----- |
| Слалом   | SB-LL1 | Крис Вос   | 59.24   | 4       | 54.28   | 3       | DNF     | —       | +2.38       | 500.00 | 4     |

#### Жінки
| Змагання | Клас   | Спортсмени     | 1 спуск | 1 спуск | 2 спуск | 2 спуск | 3 спуск | 3 спуск | Відставання | Очки    | Місце |
| Змагання | Клас   | Спортсмени     | Час     | Місце   | Час     | Місце   | Час     | Місце   | Відставання | Очки    | Місце |
| -------- | ------ | -------------- | ------- | ------- | ------- | ------- | ------- | ------- | ----------- | ------- | ----- |
| Слалом   | SB-LL2 | Бібіан Ментель | 1:02.25 | 1       | 1:00.42 | 2       | 56.94   | 1       | —           | 1000.00 | 1     |
| Слалом   | SB-LL2 | Ліза Бюнсхотен | 1:04.18 | 2       | 1:00.04 | 1       | 1:01.40 | 3       | +3.10       | 600.00  | 3     |
| Слалом   | SB-LL2 | Ренске ван Бек | 1:16.85 | 6       | 1:04.14 | 4       | 1:02.21 | 4       | +5.27       | 500.00  | 4     |

### Сноуборд-кросс

#### Чоловіки
| Змагання       | Клас   | Спортсмени | 1 спуск | 1 спуск | Відставання | Місце |
| Змагання       | Клас   | Спортсмени | Час     | Місце   | Відставання | Місце |
| -------------- | ------ | ---------- | ------- | ------- | ----------- | ----- |
| Сноуборд-кросс | SB-LL1 | Кріс Вос   | 1:03.13 | 2       | +2.40       | 2     |

#### Жінки
| Змагання      | Клас   | Спортсмени     | 1 спуск | 1 спуск | Відставання | Очки    | Місце |
| Змагання      | Клас   | Спортсмени     | Час     | Місце   | Відставання | Очки    | Місце |
| ------------- | ------ | -------------- | ------- | ------- | ----------- | ------- | ----- |
| Сноубор-кросс | SB-LL2 | Бібіан Ментель | 1:07.51 | 1       | —           | 1000.00 | 1     |
| Сноубор-кросс | SB-LL2 | Ліза Бюнсхотен | 1:13.59 | 2       | +6.08       | 800.00  | 2     |
| Сноубор-кросс | SB-LL2 | Ренске ван Бек | 1:14.57 | 4       | +7.06       | 500.00  | 4     |

## Медалісти
| Місце | Спортсмен         | Змагання            | Клас                           | Дата            | Суперники                                  |
| ----- | ----------------- | ------------------- | ------------------------------ | --------------- | ------------------------------------------ |
| 1     | Бібіан Ментель    | Сноубординг         | Сноуборд-кросс, SB-LL2 (ж)     | 12 березня 2018 | - Ліза Бюнсхотен (); - Астрід Фіна ()      |
| 1     | Єрун Кампсхрер    | Гірськолижний спорт | Суперкомбінація, сидячі (ч)    | 13 березня 2018 | - Фредерік Француа (); - Яспер Педерсен () |
| 1     | Бібіан Ментель    | Сноубординг         | Слалом, SB-LL2 (ж)             | 16 березня 2018 | - Бриттані Корі(); - Ліза Бюнсхотен ()     |
| 2     | Ліза Бюнсхотен    | Сноубординг         | Сноуборд-кросс, SB-LL2 (ж)     | 12 березня 2018 | - Бібіан Ментель (); - Астрід Фіна ()      |
| 2     | Кріс Вос          | Сноубординг         | Сноуборд-кросс, SB-LL1 (ч)     | 12 березня 2018 | - Майк Шульц(); - Ной Елліотт ()           |
| 2     | Лінда ван Імпелен | Гірськолижний спорт | Гігантський слалом, сидячі (ж) | 14 березня 2018 | - Момока Мураока(); - Клаудія Льош ()      |
| 3     | Ліза Бюнсхотен    | Сноубординг         | Слалом, SB-LL2 (ж)             | 16 березня 2018 | - Бібіан Ментель (); - Бриттані Корі()     |

## Після змагання
Двома золотими медалями завершила свої виступи Бібіан Ментель і, таким чином, захистила свій титул, який здобула на попередніх іграх в Сочі. Разом з тим, право нести прапор країни на церемонії закриття дісталося не їй. Прапороносцем Естер Вергер призначила Єруна Кампсхрера. З сімома медалями різного ґатунку у своєму активі Нідерланди зайняли десяте місце в загальному заліку.
О четвертій ранку 20 березня 2018 року літак зі спортсменами приземлився в аеропорті Схіпгол. До виходу в зал очікування, після проходження митної перевірки, першими спортсменів привітали працівники аеропорту, а також прибулий генеральний директор компанії KLM — Бут Крейкен (нід. Boet Kreiken). Після цього команду зустрічали представники ЗМІ, вболівальники, а також рідні та близькі.
Єрун Камсхрер за спортивні досягнення, а також золоту медаль зимових паралімпійських іграх був нагороджений — Орденом Оранських-Нассау (офіцерського ступеня). Нагороду вручив міністр охорони здоров'я, соціального захисту та спорту Нідерландів Бруно Брюйс Церемонія пройшла 23 березня 2018 року на території Гроте-Керк в Гаазі з наступним прийманням у короля та королеви Нідерландів. Оскільки Бібіан Ментель вже була нагороджена цим орденом за золоту медаль Зимових паралімпійських ігор 2014 року, її нові досягнення були відзначені бронзовою нагородною статуеткою «De Chapeau».